# За вітриною універмагу
«За вітриною універмагу» — радянська кінокомедія режисера Самсона Самсонова, знята на кіностудії «Мосфільм» в 1955 році.

## Сюжет
Швейна фабрика працює потоковим методом і серед іншого виробляє браковану продукцію, поставляючи її в універмаг. Завідувач секції готового одягу в універмазі Михайло Іванович Крилов вступає в конфлікт з директоркою швейної фабрики Анною Андріївною Андрєєвою. Спалахує скандал. Але незабаром у секції готового одягу виявляють недостачу. Анна Андріївна виручає Михайла Івановича. Між ними виникає взаємна симпатія. Тим часом молоді співробітники універмагу організовують власне розслідування, результатом якого стає викриття зграї злочинців і повна реабілітація Крилова.

## У ролях
- Іван Дмитрієв —  Михайло Іванович Крилов, завідувач відділу готового одягу
- Наталія Медведєва —  директорка швейної фабрики «Зоря» Анна Андріївна Андрєєва
- Мікаела Дроздовська —  Юля Петрова, продавчиня
- Олег Анофрієв —  Слава Сидоркін, комсорг відділу готового одягу, продавець
- Світлана Дружиніна —  Соня Божко, продавчиня
- Анатолій Кузнецов —  Семен Миколайович Малюткін, лейтенант міліції
- Георгій Шамшурин —  директор універмагу Сергій Антонович Єфімов
- Валентина Данчева —  Ніна Миколаївна Сергєєва
- Борис Тенін —  Єгор Петрович Божко, батько Соні
- Наталія Ткачова —  Галина Петрівна Божко, мати Соні
- Михайло Трояновський —  Мартин Іванович Мазченко, продавець-шахрай
- Валентин Маклашин —  водій, порушник ПДР
- Ніна Яковлєва —  завідувачка довідкового бюро Віра Іванівна Бричкіна
- Георгій Георгіу —  Григорій Ілліч Маслов, шахрай
- Віктор Аркасов —  шахрай, спільник Мазченка
- Василь Бокарєв —  інспектор торгу
- Микола Граббе —  Пєтухов, співробітник ДАІ
- Микита Кондратьєв —  Клим Петрович Куропаткін, рахівник
- Борис Новиков —  хуліган
- Ольга Бган —  покупчиня
- Тамара Яренко —  подруга секретарки
- Зінаїда Сорочинська —  Варвара Миколаївна, жінка з дитиною
- Олена Фетисенко —  маленька дівчинка Льоля в квартирі Божка-Крилова
- Леонід Хмара —  голос за кадром

## Знімальна група
- Режисер:  Самсон Самсонов
- Сценаристи:  Олексій Каплер,  Самсон Самсонов
- Оператори:  Федір Добронравов,  Володимир Монахов
- Художники:  Борис Чеботарьов,  Леонід Чібісов
- Композитор:  Олександр Цфасман
- Консультант:  Микола Строгов, директор ГУМу